# 甯跪 (哀公年)
甯跪（?—?），中国春秋时期卫国的大夫。
前491年秋七月，晋国内战，赵氏、韩氏、魏氏、智氏灭范氏、中行氏。齐国齐景公派陈乞，弦施、卫国卫出公派宁跪救援范氏。